# Mignonettes

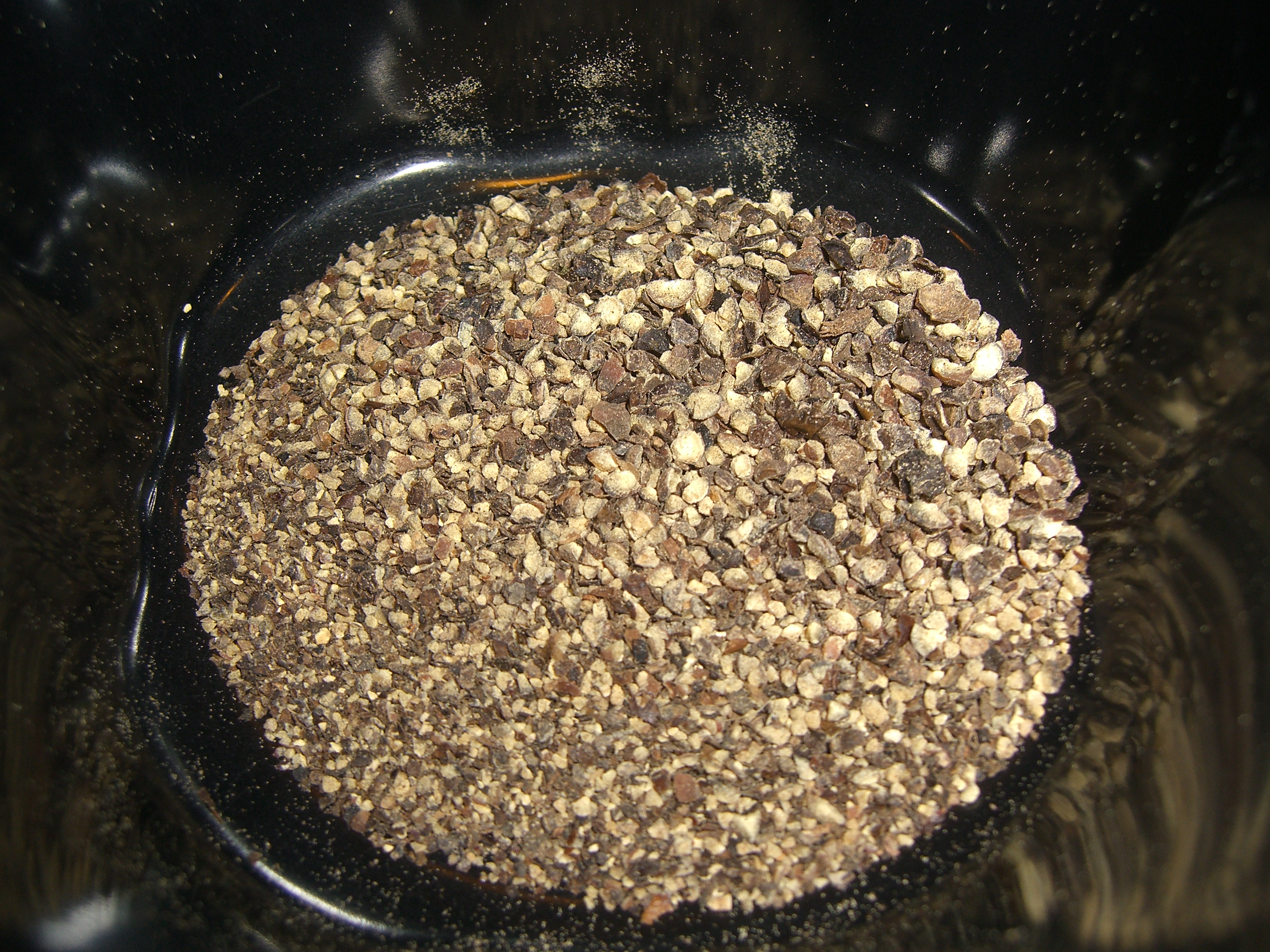
Grof gebroken zwarte peperkorrels.

Mignonettes zijn zeer grof gemalen, eigenlijk gebroken, zwarte peperkorrels. Ze worden in de Franse keuken gebruikt voor onder andere fonds.

## Gebruikt in
- Bearnaisesaus